# NGC 5291-1
NGC 5291-1 (другие обозначения — ESO 445-30, MCG -5-33-6, PGC 48893) — эллиптическая галактика (E) в созвездии Центавр на расстоянии 200 млн. световых лет от Земли.
Этот объект входит в число перечисленных в оригинальной редакции «Нового общего каталога».
За галактикой вел наблюдение американский радиотелескоп VLA (штат Нью-Мексико). Астроном Бруно на основе данных полученных в ходе наблюдения пришел к выводу, что 360 млн. лет назад Галактика  (скорее всего обычная спиральная) столкнулась с другой, в результате чего получилось сравнительно небольшое скопление звезд окруженных огромным облаком газа.
В этом облаке формируются новые галактики. «Скрытой массы» в этих новых галактиках в два-три раза больше чем видимой.